# Chartreuse de Vedana
La chartreuse Saint-Marc de Vedana (Certosa di Vedana, Certosa di San Marco di Vedana) est un ancien monastère de l'ordre des Chartreux situé en Italie dans les Dolomites, près du village de Sospirolo. C'est aujourd'hui un monastère de l'ordre des Adoratrices perpétuelles du Saint-Sacrement.

## Histoire

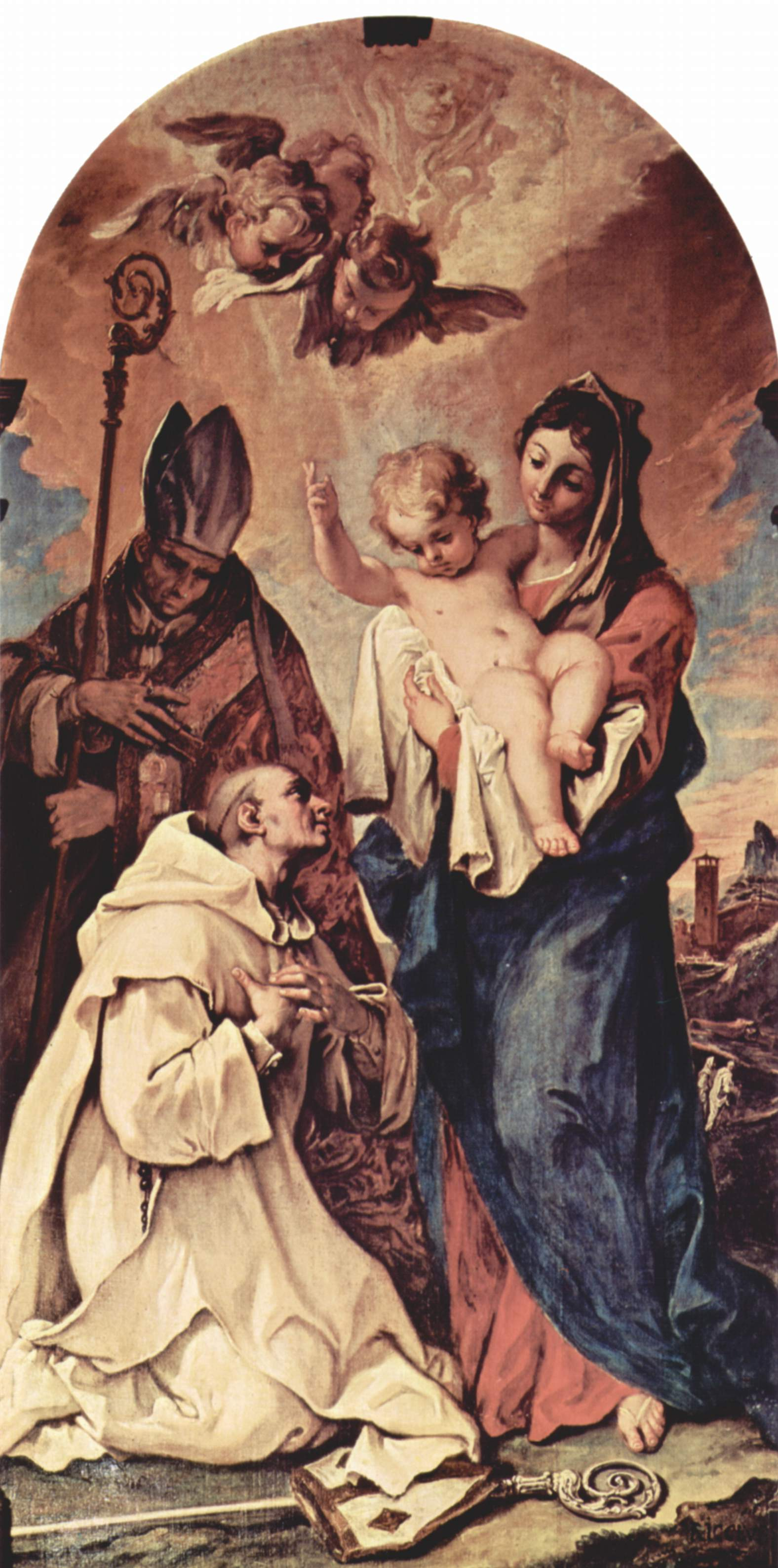
La Vierge à l'Enfant apparaît à saint Bruno et à saint Hugues. Tableau du maître-autel de l'église de la chartreuse de Vedana, par Sebastiano Ricci (1704)

En octobre 1155, le lieu est placé par une bulle d'Adrien IV sous la protection de l'Église et des chanoines réguliers de saint Augustin qui y tiennent un hospice, placé sous le vocable de saint Marc ; mais à la fin du XIVe siècle les difficultés économiques frappent l'endroit. En 1457, l'hospice est cédé à l'ordre des Chartreux, avec l'obligation de porter assistance aux pèlerins et aux voyageurs dans cette région difficile de montagne. L'endroit est en effet à 430 mètres d'altitude au pied du Piz Vedana.
En 1521, le grand cloître est terminé, et plus tard une chapelle pour les reliques. Les moines de chœur sont sept ou huit à cette époque. En 1619, l'église est consacrée et placée sous le patronage de saint Marc. Deux tableaux d'autels latéraux sont du pinceau de Sebastiano Ricci : l'un montre Le Baptême de Jésus et l'autre L'Apparition de la Vierge à saint Bruno et à saint Hugues. En 1768, la république de Venise supprime la chartreuse où douze moines demeurent. L'ordre récupère son monastère plus d'un siècle plus tard en 1882. C'est l'architecte français Jean-François Pichat qui rénove et réaménage les lieux.
Après que les moines eurent quitté la chartreuse de Vedana en 1977, ce sont les moniales de la chartreuse de Riva di Pinerolo qui les remplacent. Mais finalement en 2014 le chapitre général décide de sa fermeture, faute de vocation. En 2018, ce sont les moniales de l'ordre des Adoratrices perpétuelles du Saint-Sacrement qui s'y installent.

## Illustrations

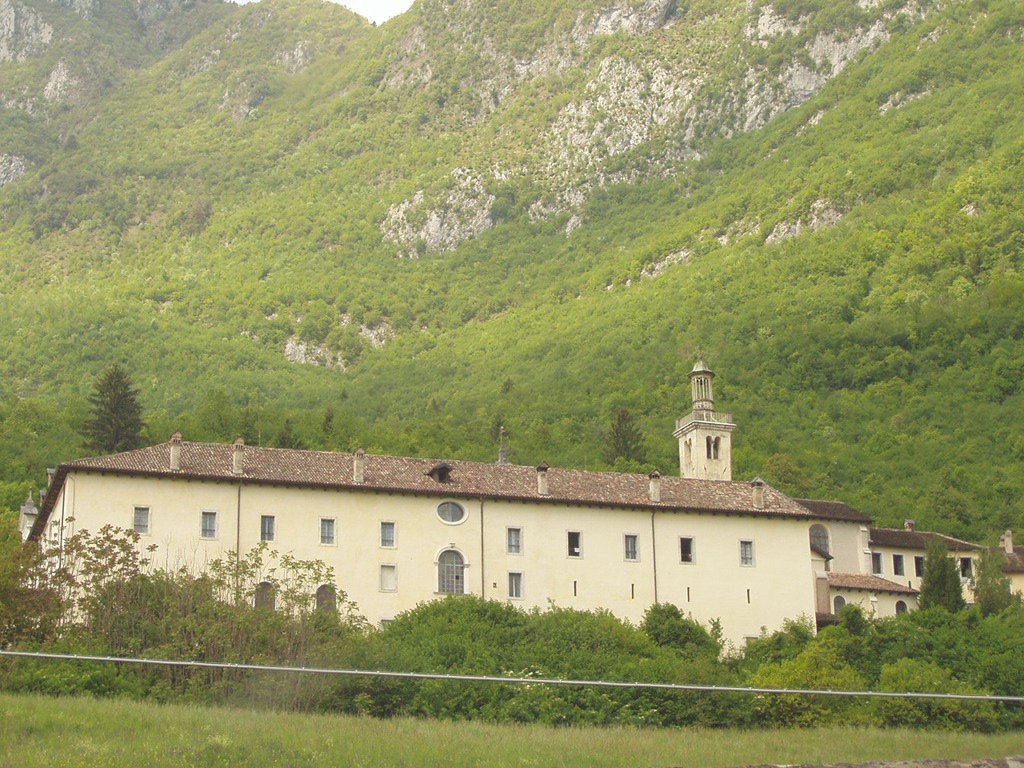
Vue de la chartreuse de Vedana.
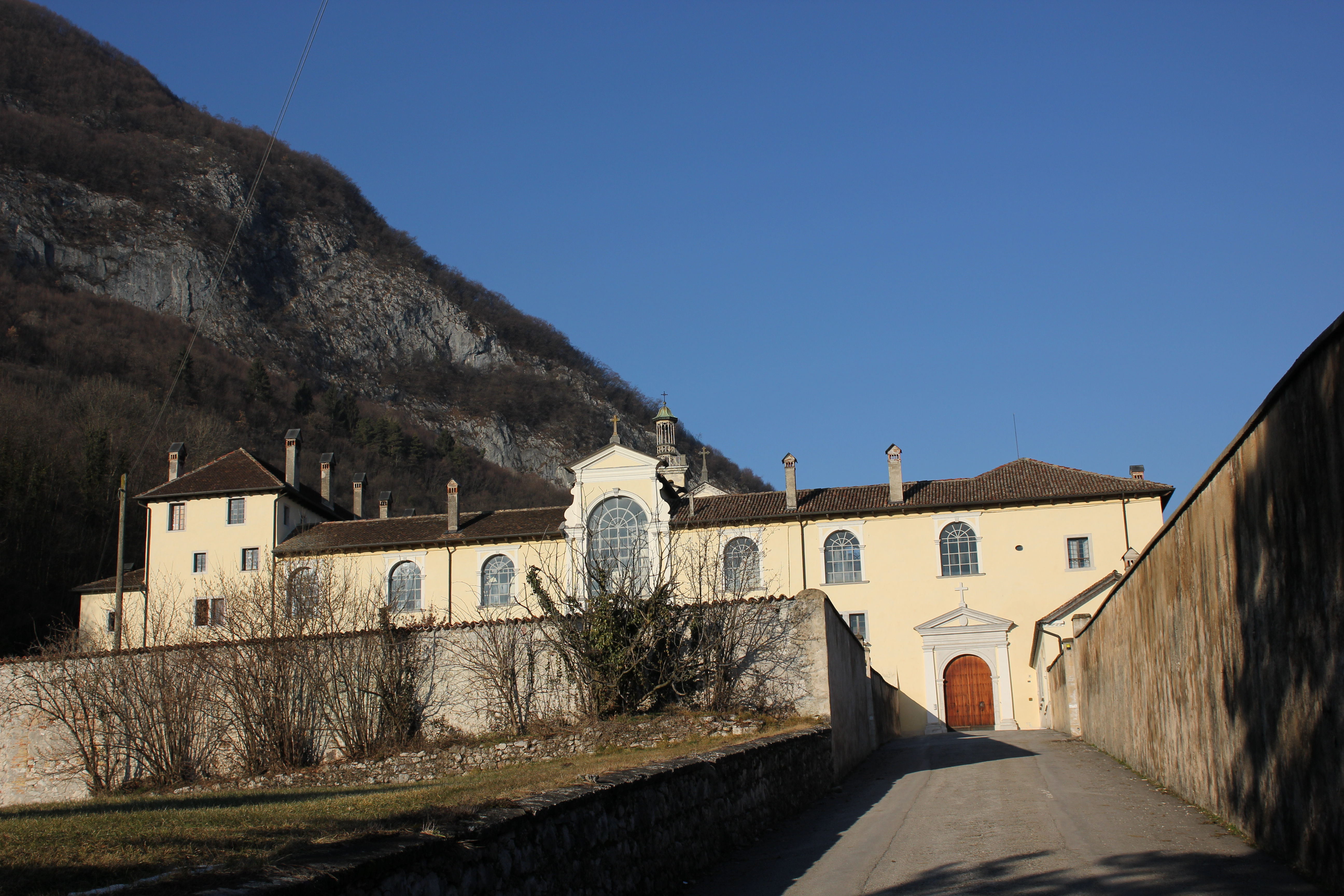
Entrée de la chartreuse.
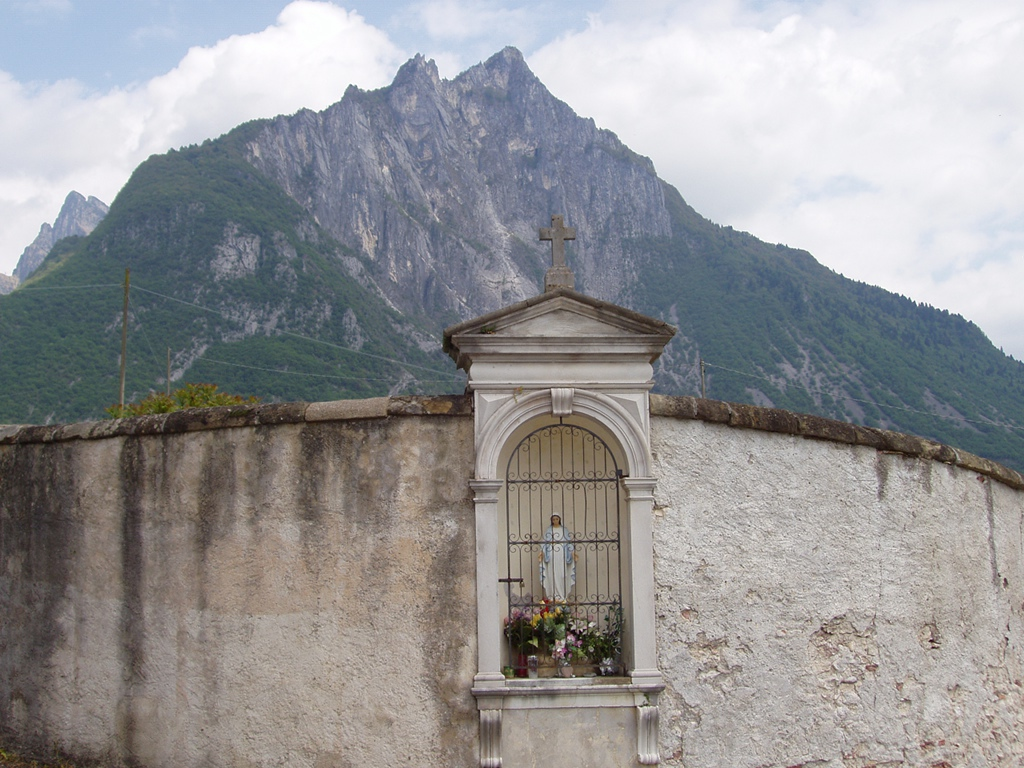
Petite chapelle votive près de l'entrée.